# Sam Matekane
Ntsokoane Samuel Matekane (Mantsonyane,15 maart 1958) is een ondernemer en politicus uit Lesotho die sinds 28 oktober 2022 de premier van het land is. Hij wordt beschouwd als de rijkste persoon van het land. Zijn vermogen heeft hij vooral verdiend in de diamantmijnindustrie.

## Achtergrond
Matekane werd in 1958 geboren als het zevende van veertien kinderen in het afgelegen dorp Mantsonyane, dat destijds deel uitmaakte van het Britse Basutoland, het huidige Lesotho. Hij ging naar de basisschool en werkte daarna in de landbouw in zijn geboortedorp. Later verhuisde hij naar de hoofdstad Maseru, waar hij de tiende klas afrondde. Vervolgens werkte hij in buurland Zuid-Afrika als monteur en in de mijnbouwsector. Na een korte tijd keerde hij terug naar Lesotho en begon met de verkoop van wol, mohair en andere goederen.

## Zakelijk
In 1986 richtte Matekane de Matekane Group of Companies (MGC) op, die aanvankelijk machines voor de bouwsector verkocht. Later investeerde hij in wegenbouw, werd hij in 2004 onderaannemer voor een diamantmijn en probeerde hij in 2009 de luchtvaartsector te betreden. Ook investeerde hij in vastgoed. Daarnaast stond Matekane bekend om zijn filantropische activiteiten. Hij investeerde in zijn geboortedorp Mantsonyane en financierde de bouw van stadions, scholen en theaters in het hele land. Tijdens de COVID-19-pandemie in Lesotho kocht hij testapparatuur, vaccins en andere medische benodigdheden en doneerde deze.

## Verkiezingen en inauguratie 2022
In maart 2022 hield Matekane een persconferentie in zijn boetiekhotel en kondigde hij aan dat hij de politiek in zou gaan en de partij Revolution for Prosperity (RFP) oprichtte. Zijn zelf gefinancierde verkiezingscampagne voor de verkiezingen van 2022 was sterk aanwezig op sociale media en vooral jongeren voelden zich aangesproken door zijn boodschap. Hij voerde campagne onder de slogan Make Lesotho great again. Zijn partij RFP miste net de absolute meerderheid in het parlement. Zijn campagne was een ongekend PR-spektakel in Lesotho. Hij wist de verkiezingen te winnen door veel geld uit te geven en zichzelf succesvol te presenteren als een capabele nieuwkomer. Tijdens de verkiezingscampagne werd hij gezien als een outsider, wat zijn populariteit vergrootte.
In oktober 2022 werd hij als leider van een coalitieregering beëdigd als premier van Lesotho. Bij zijn inauguratie beloofde hij Lesotho te leiden als een bedrijf en kondigde hij plannen aan om corruptie te bestrijden en de economie te ontwikkelen.
Naar verluidt moest Matekane zijn inauguratie zelf financieren vanwege een gebrek aan publieke middelen.
Het kabinet van Matekane bestaat uit 15 personen, tegenover 36 in het vorige kabinet. Er werden drie vrouwen benoemd, die samen 20% van het kabinet vormden. Het vorige kabinet telde vijf vrouwen, maar zij vormden slechts 14% van het kabinet. Volgens Afrobarometer gelooft 73% van de Basotho dat de overheid meer zou moeten doen om de rechten en kansen van vrouwen te bevorderen.